# Casa Sindical de Madrid
La Casa Sindical (también llamado Edificio Sindicatos) es un edificio ubicado en el Paseo del Prado en Madrid. Es la sede tradicional del Ministerio de Sanidad. Recientemente, también alberga al Ministerio de Derechos Sociales, Consumo y Agenda 2030.
Es obra del arquitecto español Francisco de Asís Cabrero en colaboración con Rafael Aburto; la edificación se inicia en el año 1949 y finaliza en 1951. El edificio, de dieciséis plantas de altura, posee los tres elementos constructivos tradicionales de la ciudad de Madrid: ladrillo, la piedra granítica y piedra caliza. Su construcción supone uno de los primeros ejemplos del regreso de la arquitectura racionalista al país en la segunda etapa de la arquitectura franquista.

## Historia
En 1949 el Ministerio de Trabajo convoca un concurso de arquitectos para realizar el proyecto de la Casa Sindical de Madrid, sede central del Sindicato Vertical. Resultaron ganadores la pareja de arquitectos españoles Francisco de Asís Cabrero y Rafael Aburto. El diseño ganador procede de una adaptación a un anteproyecto que antes había realizado Francisco de Asís Cabrero. Se emplea para su edificación los solares del recién derribado Palacio de Xifré, edificio situado enfrente del Museo del Prado.
Algunos autores posteriores se han inspirado en este edificio, como Rafael Moneo en el Edificio Bankinter del Paseo de la Castellana (n.º 29). La urbanización del complejo se completó en 1959, con la construcción del edificio que acogería la sede del diario Pueblo obra de Rafael Aburto y situado al sur de la sede de la Delegación Nacional de Sindicatos.

## Usos
Desde su construcción hasta 1977, el edificio fue la sede central de la Delegación Nacional de Sindicatos. Este organismo tuvo rango de secretaría de Estado durante toda su existencia. Hasta 1971 dependió del Ministerio de la Secretaría General del Movimiento, siendo transferido a partir de dicha fecha y hasta su extinción al Viceministerio de Relaciones Sindicales, dependiente del Ministerio de Gobernación.
Tras la disolución de las Cortes Españolas y la celebración de elecciones anticipadas en 1977, el edificio fue reconvertido, siendo en muchas legislaturas la sede habitual del ministerio del Gobierno con competencias en materia sanitaria. En la actualidad, alberga, siguiendo la tradición histórica, la sede del Ministerio de Sanidad. Además, también en él se ubican las dependencias del Ministerio de Derechos Sociales, Consumo y Agenda 2030. 

## Descripción
Su diseño se aleja del historicismo previo de la arquitectura del franquismo, recibiendo influencias racionalistas de la arquitectura fascista italiana.La disposición recuerda a la exposición E42 realizada en la Roma de Mussolini, concretamente a su Palazzo della Civiltà Italiana. Se compone de un grupo simétrico de tres bloques, donde resalta la visión geométrica del central, en forma de cubo y similar a una torre de homenaje. Su gran tamaño serviría para monumentalizar al Sindicato Vertical, una de las principales organizaciones del franquismo.Destaca el ritmo de las ventanas de la fachada, formando una cuadrícula perfecta.